# أندرياس كوين
أندرياس كوين (بالألمانية: Andreas Kuen)‏ (24 مارس 1995 في النمسا - ) هو لاعب كرة قدم نمساوي في مركز الوسط. شارك مع منتخب النمسا تحت 17 سنة لكرة القدم ومنتخب النمسا تحت 18 سنة لكرة القدم ومنتخب النمسا تحت 19 سنة لكرة القدم. أما مع النوادي، فقد لعب مع رابيد فيينا ونادي واكر إنسبروك (2002).

## روابط خارجية
- أندرياس كوين على موقع قاعدة بيانات كرة القدم.إي يو (الإنجليزية)
- أندرياس كوين على موقع Soccerway.com (الإنجليزية)
- أندرياس كوين على موقع عالم كرة القدم.نت (الإنجليزية)
- أندرياس كوين على موقع AS.com (الإسبانية)